# Indische bospatrijs
De Indische bospatrijs (Rhizothera longirostris) is een vogel uit de familie fazantachtigen (Phasianidae). De wetenschappelijke naam van de soort is voor het eerst geldig gepubliceerd als Perdix Longirostris in 1815 door de Nederlandse natuuronderzoeker en eerste directeur van het Rijksmuseum van Natuurlijke Historie: Coenraad Jacob Temminck. Het is een voor uitsterven gevoelig soort op Malakka, Sumatra en Borneo.

## Kenmerken
De vogel is gemiddeld 37 cm lang. Het is een middelgrote patrijs met een relatief lange, gebogen snavel en een rood bruin gekleurde kop, buik en flanken. Het mannetje heeft een grijze band op de borst die in grootte varieert. Verder heeft hij witte vlekjes op de vleugels. Het vrouwtje is egaal, licht roodbruin op de borst en buik.

## Verspreiding en leefgebied
De soort komt voor iop het schiereiland Malakka en de eilanden Sumatra en Borneo. Het leefgebied is natuurlijk tropische bos of verouderd secundair bos met ondergroei van bamboe, meestal in laagland of heuvelgebied tot ongeveer 1000 m boven zeeniveau.

## Beschermingsstatus
De grootte van de wereldpopulatie is niet gekwantificeerd. De Indische bospatrijs gaat in aantal achteruit door grootschalige ontbossingen. Daarom staat de soort als gevoelig op de Rode Lijst van de IUCN.